# Walter Steinegger
Walter Steinegger (ur. 5 listopada 1928 w Innsbrucku, zm. 12 października 2022 w Hall in Tirol) – austriacki skoczek narciarski, dwukrotny olimpijczyk, uczestnik mistrzostw świata, wielokrotny uczestnik Turnieju Czterech Skoczni.
W 1952 roku był częścią austriackiej reprezentacji w skokach narciarskich na Zimowych Igrzyskach Olimpijskich w Oslo – konkurs ukończył na czternastej pozycji. W 1960 roku natomiast brał udział w Zimowych Igrzyskach Olimpijskich w Squaw Valley, gdzie wywalczył szesnaste miejsce.

## Osiągnięcia

### Zimowe igrzyska olimpijskie
| 1952 Oslo         | 14. miejsce |
| 1960 Squaw Valley | 16. miejsce |

### Mistrzostwa świata
| 1954 Falun | 33. miejsce |
| 1958 Lahti | 14. miejsce |

### Turniej Czterech Skoczni
| Edycja | Rok       | Oberstdorf | Garmisch-Partenkirchen | Innsbruck | Bischofshofen | Miejsce w kl. generalnej |
| ------ | --------- | ---------- | ---------------------- | --------- | ------------- | ------------------------ |
| 1.     | 1953      | 9          | 9                      | 13        | 11            | 7                        |
| 2.     | 1953/1954 | 20         | 14                     | 13        | 11            | 12                       |
| 3.     | 1955/1956 | 39         | 29                     | 17        | 13            | 11                       |
| 5.     | 1956/1957 | 9          | 13                     | 11        | 10            | 6                        |
| 6.     | 1957/1958 | 3          | 4                      | 10        | 13            | 5                        |
| 7.     | 1958/1959 | 15         | 16                     | 14        | 6             | 11                       |
| 8.     | 1959/1960 | 23         | 14                     | 8         | 7             | 8                        |
| 9.     | 1960/1961 | 24         | 33                     | 39        | 22            | 24                       |
| 10.    | 1961/1962 | -          | 47                     | 47        | 65            | -                        |
| 11.    | 1962/1963 | -          | 36                     | 49        | 30            | -                        |